# Jiřetín pod Jedlovou
Jiřetín pod Jedlovou (deutsch Sankt Georgenthal) ist eine Gemeinde im Bezirk Okres Děčín, Ústecký kraj, in Tschechien.

## Geographie

### Geographische Lage

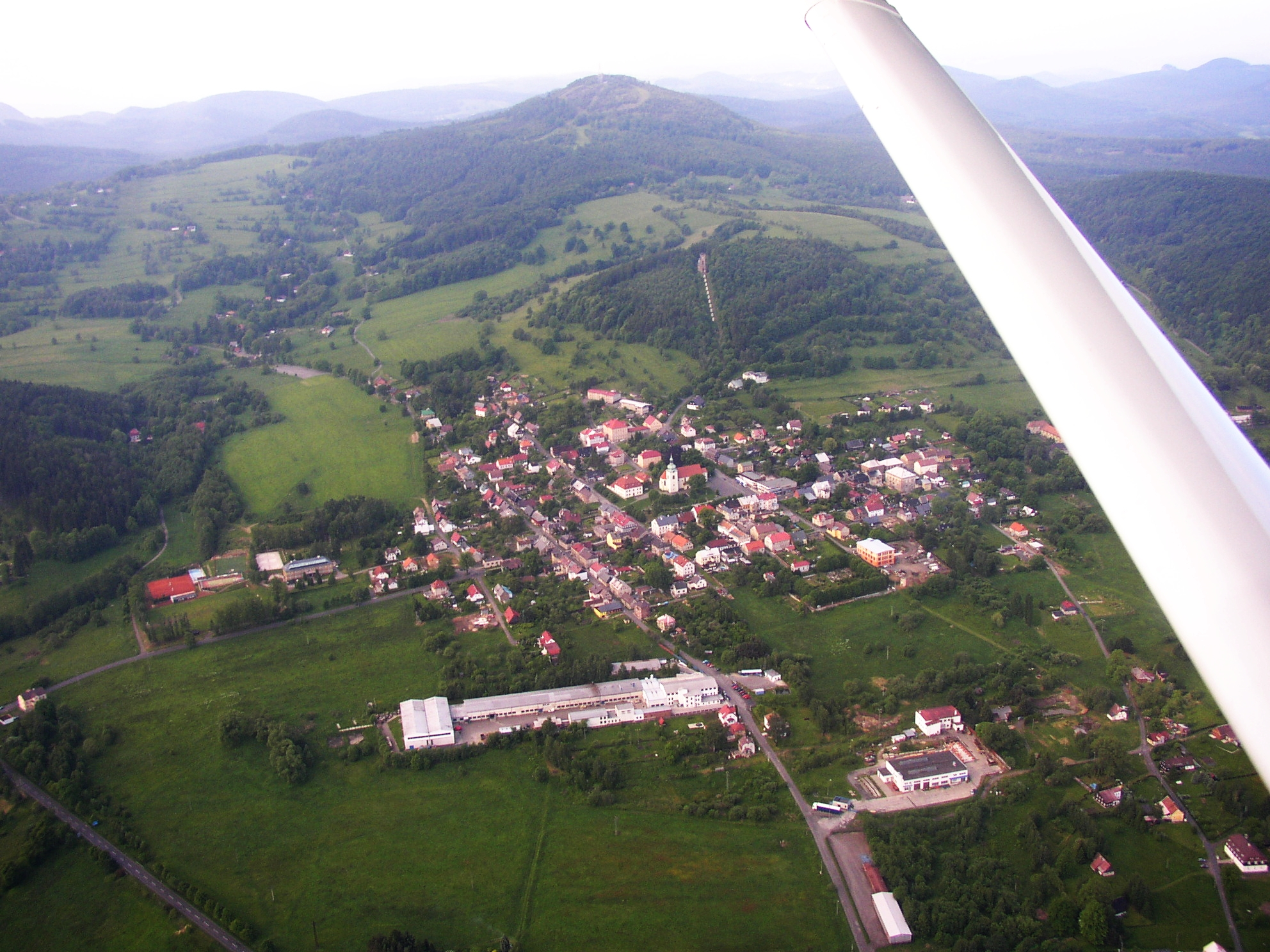
Landschaft um den Ort, im Hintergrund der Kreuzberg (Křížová hora) und der Tannenberg (Jedlová) (Luftbild-Aufnahme 2006)

Die Ortschaft liegt in Nordböhmen im Lausitzer Gebirge im Böhmischen Niederland  auf 458 m ü. M. am Fuß des steilen Kreuzbergs (Křížová hora), auf dem 1764 ein Kreuzweg errichtet wurde, etwa 30 km nordöstlich von Děčín (Tetschen), 45 km nordöstlich von Ústí nad Labem (Aussig) und 89 km nördlich von Prag.
In der Nähe befinden sich der markante Tollenstein (Tolštejn) mit seiner Burgruine und der Tannenberg (Jedlová).

### Gemeindegliederung
Die Stadt Jiřetín pod Jedlovou besteht aus den Ortsteilen Jiřetín pod Jedlovou (Sankt Georgenthal), Lesné (Innozenzidorf, auch Buschdörfel genannt), Jedlová (Tannendorf) und Rozhled (Tollenstein). Grundsiedlungseinheiten sind Jedlová, Jiřetín pod Jedlovou, Lesné, Rozhled und Tolštejn.
Das Gemeindegebiet gliedert sich in die Katastralbezirke Jedlová, Jiřetín pod Jedlovou und Rozhled.

## Geschichte

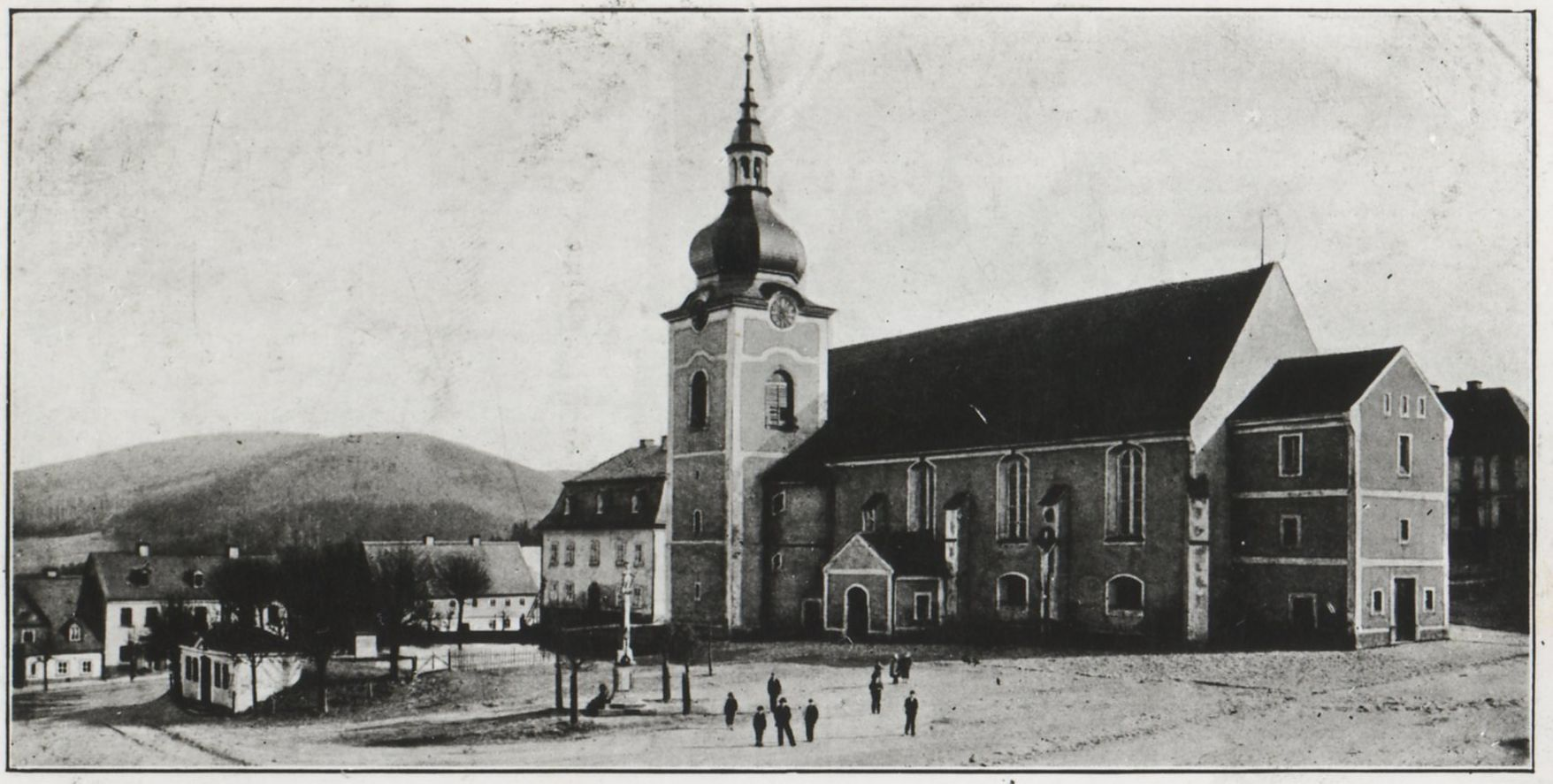
Sankt Georgenthal um 1895

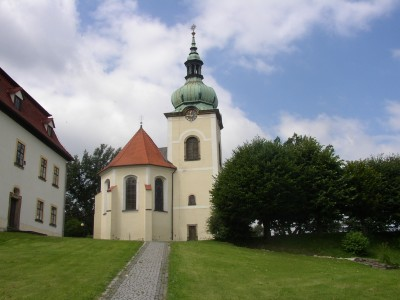
Kirche in Sankt Georgenthal

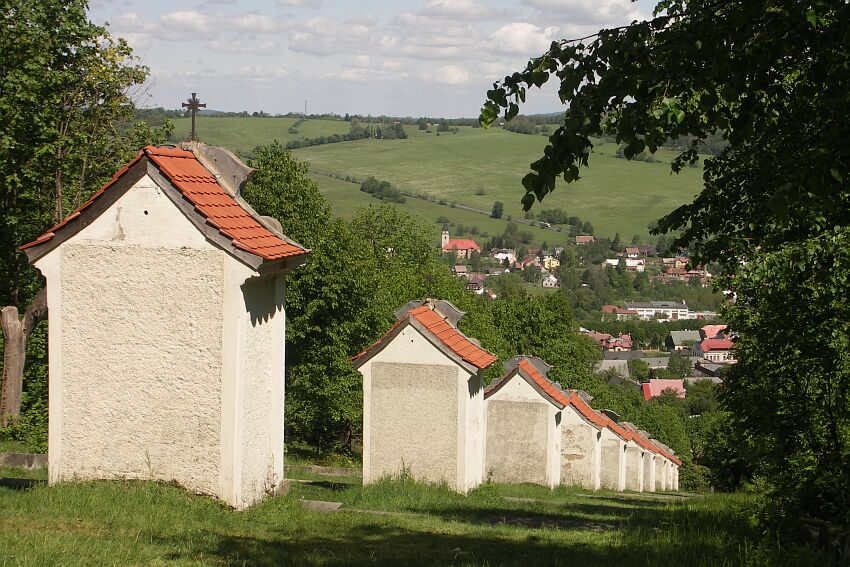
Teile von Jiřetín und Dolní Podluží vom Kreuzberg gesehen

Die Stadt mit dem regelmäßigen Grundriss sächsischer Bergstädte wurde 1552–1554  durch Georg von Schleinitz  auf Tollenstein gegründet, nachdem dieser 1548 Bergleute aus Sachsen in das so genannte Schleinitzer Ländchen geholt hatte. Die Stadtkirche Zur Heiligen Dreifaltigkeit wurde zwischen 1584 und 1611 errichtet und im 19. Jahrhundert neogotisch umgestaltet. 1787 erhielt St. Georgenthal von Rudolf II. Stadtrecht. Georgenthal bildete ab der Mitte des 19. Jahrhunderts eine Gemeinde im Gerichtsbezirk Warnsdorf.
Der Bergbau auf Kupfer, Silber und Zinn in der Umgebung hatte seine Blütezeit bis zum Dreißigjährigen Krieg, ganz eingestellt wurde er 1888. Mitte des vorigen Jahrhunderts wurde der Stollen des Heiligen Evangelista des Bergwerkes Frisch Glück Erbstolln als Besucherbergwerk eröffnet, das seit 1999 wieder zugänglich ist.
Um die Entwicklung des Tourismus bemühte sich bis 1938 eine Abteilung vom Gebirgsverein für das nördlichste Böhmen.
St. Georgenthal, dessen Bevölkerung deutsch war, wurde nach dem Ersten Weltkrieg  der neu geschaffenen Tschechoslowakei zugeschlagen. Das politische Leben der Stadt in der Zwischenkriegszeit wurde anfangs durch die wichtige Position der Sozialdemokraten, aber auch nach der Abspaltung von Kommunisten (1921), besonders durch die deutsche-soziale Partei beeinflusst. Das Stimmenverhältnis der einzelnen Parteien schwankte, bis es nach 1929 von der Wirtschaftskrise (1934: 256 Arbeitslose bei etwa 2100 Einwohnern) und nach 1933 von der Machtübernahme Hitlers in Deutschland beeinflusst wurde. Im Verlaufe der weiteren Entwicklung entstand anstelle der verbotenen Deutschen Nationalpartei und Deutschen Nationalsozialistischen Partei (1933) die Henleinbewegung, die spätere Sudetendeutsche Partei (1935), die rasch anwuchs. Nach anfänglichen Loyalitätserklärungen bekannte sich die Bewegung 1938 offen zum Nationalsozialismus. Seit der Gemeindewahl am 12. Juni 1938 stand an der Spitze der Stadtvertretung ein Mitglied der SdP.
Nach dem Münchener Abkommen wurde St. Georgenthal an das Deutsche Reich angegliedert und von der Wehrmacht am 2. Oktober 1938 besetzt. Von 1938 bis 1945 gehörte St. Georgenthal zum Landkreis Warnsdorf, Regierungsbezirk Aussig, im Reichsgau Sudetenland. Die bisherigen Vereine und Organisationen wurden aufgelöst und durch neue, nationalsozialistische ersetzt. Die Volkszählung am 17. Mai 1939 erfasste in St. Georgenthal 2138 Einwohner.
Der Beginn des Kriegs war anfangs von Teilen der Bevölkerung begrüßt worden. Am 23. März 1945 warfen alliierte Flugzeuge Bomben auf die Felder zwischen Grundberg und Lichtenberg sowie im Wald gegen Oberkreibitz ab. Die sowjetischen Streitkräfte waren am 16. April 1945 bis Bautzen vorgedrungen. Vom Bau-Pionier-Bataillon und weiteren Arbeitskräften wurden im Stadtgebiet neue Panzersperren errichtet sowie Stellungen in der näheren Umgebung. Außerhalb der Stadt, beiderseits der Tollensteiner Straße, wurde ein Panzergraben ausgehoben. Am 9. Mai 1945 erfolgte der Einmarsch von sowjetischen Einheiten und der 2. Polnischen Armee. Die Verwaltung der Stadt wurde am 10. Mai 1945 vom tschechoslowakischen Nationalrat übernommen und der Sicherheitsdienst aufgestellt.
Der Status der einheimischen Deutschen in den nach Kriegsende von der Tschechoslowakei übernommenen Gebieten wurde durch die Beneš-Dekrete geregelt. Die Sudetendeutschen erhielten keine tschechoslowakische Staatsbürgerschaft, andere Dekrete legten die Konfiskation des deutschen landwirtschaftlichen und sämtlichen anderen Eigentums gesetzlich fest. Wie überall in der Tschechoslowakei wurden die Deutschen bis zum Verbot weiterer Abschiebungen auf der Potsdamer Konferenz auch aus St. Georgenthal im Zuge sogenannter „wilder“ Abschiebungen vertrieben. Trotzdem lebten noch am 12. August 1945 in St. Georgenthal 1058 Sudetendeutsche und 204 deutsche Antifaschisten. Dann wurde das ehemalige Kriegsgefangenenlager Warnsdorf in ein Internierungslager für Deutsche umwandelt. Weitere Transporte von dem Lager wurden mit der Eisenbahn verschickt. Der erste Zug mit Deutschen ging erst am 22. April 1946 ab, der letzte – dreizehnte – am 10. Oktober 1946.
Vom 1. Oktober 1944 bis 28. Februar 1945 existierte im Ort ein Außenlager des KZ Flossenbürg, dessen 33 Häftlinge Zwangsarbeit für die Firma A. Schultze verrichten mussten.
Die Stadt hatte vor 1945 etwa 2500 Einwohner; nach der Vertreibung der deutschen Bevölkerung sank die Einwohnerzahl auf heute knapp 600, und der Ort verlor das Stadtrecht.
Gleichzeitig mit der Aussiedlung der Deutschen erfolgte die Neubesiedlung der Stadt und naheliegenden Dörfer, aber noch am 18. August 1945 wohnten in Sankt Georgenthal nur 120 Tschechen und 16 Slowaken. Am Tag der Volkszählung lebten in Sankt Georgenthal 857 Personen. Zusammen mit Rozhled (Tollenstein), Lesné (Innozenzidorf) und Jedlová (Tannendorf) betrug die Einwohnerzahl 992 Personen, aber dann ist sie stetig gesunken bis auf 614 am Tage der Volkszählung von 1991.

### Einwohnerentwicklung
Bis 1945 war Sankt Georgenthal überwiegend von Deutschböhmen besiedelt, die vertrieben wurden.
| Jahr | Einwohner | Anmerkungen                                        |
| ---- | --------- | -------------------------------------------------- |
| 1830 | 1073      | in 244 Häusern nach anderen Angaben in 249 Häusern |
| 1844 | 1773      | in 263 Häusern                                     |
| 1857 | ca. 2000  | [ 12 ]                                             |
| 1900 | 2501      | deutsche Einwohner                                 |
| 1921 | 1995      | davon 1872 Deutsche                                |
| 1930 | 2178      | [ 15 ]                                             |
| 1939 | 2138      | [ 15 ]                                             |

## Wappen
Das der Gemeinde am 18. Dezember 1587 von Rudolf II.    verliehene Stadtwappen zeigt das Schloss Tollenstein mit zwei Türmen, zwischen denen ein Pelikan dargestellt ist. Vor dem offenen Tor des Schlosses ist der hl. Georg zu sehen.

## Söhne und Töchter der Stadt
- Franz Anton Ernst (1745–1805), Komponist
- Anton Donat (1746–?), Maler
- Johann Aloys Miksch (1765–1845), Sänger und Gesangslehrer
- Johann Birnbaum (1793–1872), Maler
- Edmunda Maria Anna May (1805–1874), Äbtissin in St. Marienstern
- Josef Pietsch (1810–1866), Priester
- Wenzel Salomon (1874–1953), Maler
- Josef Rösler (1901–unbekannt), tschechoslowakischer Politiker deutscher Nationalität